# Kittellogik
Kittellogik är ett retoriskt felslut som grundar sig i att en person framför flera olika argument för att stärka sin ståndpunkt, men där dessa argument är oförenliga med varandra. Orsaken till att argumenten är oförenliga är att dessa i detta fall är baserade på olika premisser som var för sig separat skulle kunna vara sanna, men först vid ett försök att kombinera dessa uppstår ett felslut då dessa premisser inte är förenliga med varandra.

## Etymologi
Kittellogik som begrepp myntades för första gången av Sigmund Freud i ett av hans mest kända verk, boken Drömtydning från år 1900. I boken uppger Freud ett exempel med en man som vill återlämna en kittel till sin granne som varit i ett skadat skick efter att mannen lånat kitteln från sin granne. Mannen använder sig av tre olika argument för att försvara sig från anklagelserna från grannen. I första hand hävdade mannen att kitteln i själva verket varit i oskadat skick vid överlämnande till grannen. I andra hand hävdade mannen att kitteln redan var skadad när han lånat den från den grannen. I tredje hand hävdade mannen att han inte ens lånat kitteln av grannen.

## Retorik
Kittellogik i sig är ett argumentationsfel (fallasi) eftersom de olika argument som en person framför med kittellogik grundar sig i olika premisser som är motsägelsefulla gentemot varandra. Mot bakgrund till detta är det inte möjligt att argumenten håller då deras premisser inte är giltiga med varandra, således blir slutsatsen inte heller sann. Rent formellt innebär detta att kittellogiska argument är potentiella giltiga argument var för sig men inte i kombination med varandra. Ett annat problem med kittellogiska argument är principen Ex falso quodlibet inom klassisk logik som innebär att vad som helst är möjligt att bevisa när två motsägelsefulla premisser föreligger. Inom den klassiska logiken är definitionen av ett giltigt argument att om premisserna som föreligger är sanna så är därmed även slutsatsen sann. Med kittellogiska argument föreligger motsägelsefulla premisser vilket alltså innebär att premisserna inte är sanna samtidigt och därmed är det omöjligt att slutsatsen är sann.

## Juridik
Freud konstaterade att argumentet med kittellogik är ett utmärkt sätt men ett komplicerat sätt att bli frikänd från sin skuld. Inom den juridiska Straffrätten ligger bevisbördan på åklagaren att bevisa att den tilltalade personen har begått ett brott. Genom att en advokat pläderar för den tilltalades räkning och räknar upp flera olika argument och scenarion, som kan föreligga vilka medför att den tilltalade är oskyldig, måste åklagaren motbevisa samtliga av dessa. Detta innebär att advokaten som tillämpar kittellogisk argumentation inom brottmål kan i motsats till andra situationer nå framgång med denna argumentation. Ett exempel på en kittellogisk argumentation som en advokat framför är som följande: I första hand har klienten inte varit på brottsplatsen för mordet. I andra har klienten befunnit sig på brottsplatsen för mordet men inte begått mordet. I tredje hand har klienten skjutit målsägande och berövat denne på livet men med stöd av nödvärnsrätt, vilket innebär att klienten inte ska stå ansvarig.